# Return to Monkey Island
Return to Monkey Island est un jeu vidéo d'aventure en point'n click développé par Terrible Toybox et édité par Devolver Digital. Il est sorti sur Nintendo Switch et Microsoft Windows via Steam le 19 septembre 2022 et le 8 novembre 2022 sur PlayStation 5 et Xbox Series.

## Système de jeu
Return to Monkey Island est un jeu d'aventure en point'n click. Le joueur a la possibilité, s'il est bloqué dans les énigmes, d'utiliser des indices et ainsi avancer dans l'histoire, ainsi qu'un mode casual rendant les énigmes plus simples et moins bloquantes pour les joueurs actuels.

## Développement
Ron Gilbert et Dave Grossman, qui ont également travaillé sur le développement des jeux précédents de la série Monkey Island, sont responsables de la direction et du scénario du jeu. Les compositeurs sont Michael Land, Peter McConnell et Clint Bajakian, qui ont pareillement composé les musiques des jeux précédents de la série. Le jeu est la suite directe du jeu précédent Monkey Island 2: LeChuck's Revenge.
Selon Gilbert en 2022, le jeu était en développement depuis environ deux ans. C'est Devolver Digital qui a contacté Gilbert : dès lors, le développement a commencé. Devolver a signé un accord avec Disney, qui a acquis les droits de la série après avoir acquis LucasArts en 2012. Gilbert et Grossman ont eu l'idée du jeu et ont décidé d'opter pour un nouveau style visuel au lieu du pixel art précédent. Le style artistique a été choisi parmi d'autres éléments de jeu pour raconter son l'histoire.
En raison de la pandémie de Covid-19, le développement du jeu s'est fait à distance. L'équipe de développement a également été réduite, ce qui, selon Gilbert, est important dans toutes les entreprises créatives : « Dans un petit groupe, tout le monde peut participer et proposer des idées ».
Le jeu est officiellement annoncé en avril 2022 par Devolver Digital. Il a ensuite été remontré lors d'un Nintendo Direct en juin 2022 avec une bande-annonce de gameplay.
Le 30 juin 2022, soit deux mois après les premières images du jeu, Ron Gilbert indique qu'il ne communiquera plus sur le projet après de vives critiques sur l'aspect graphique du jeu,.
Le 23 août 2022, lors de la Gamescom 2022, une bande-annonce révèle que le jeu sortira le 19 septembre 2022, qui est au passage la journée du langage pirate.

### Distribution
Guybrush Threepwood est joué par Dominic Armato, qui a également été doubleur dans les jeux précédents. Earl Boen, qui a précédemment joué LeChuck, ne revient pas dans le jeu ; il a déclaré « qu'il était à la retraite et trop vieux », mais a donné son consentement au casting d'un nouveau doubleur. Les autres retours incluent Alexandra Boyd dans le rôle d'Elaine Marley et Danny Delk dans le rôle de Skull Murray.

## Accueil

### Récompenses
| Année | Prix                        | Catégorie                            | Résultat   |
| ----- | --------------------------- | ------------------------------------ | ---------- |
| 2022  | Golden Joystick Awards 2022 | Meilleur jeu PC                      | Lauréat    |
| 2022  | Golden Joystick Awards 2022 | Meilleure narration                  | Nomination |
| 2022  | Golden Joystick Awards 2022 | Meilleur interprète (Dominic Armato) | Nomination |
| 2022  | Golden Joystick Awards 2022 | Jeu ultime de l'année                | Nomination |
| 2022  | The Game Awards 2022        | Innovation dans l'accessibilité      | Nomination |